# Barchetta

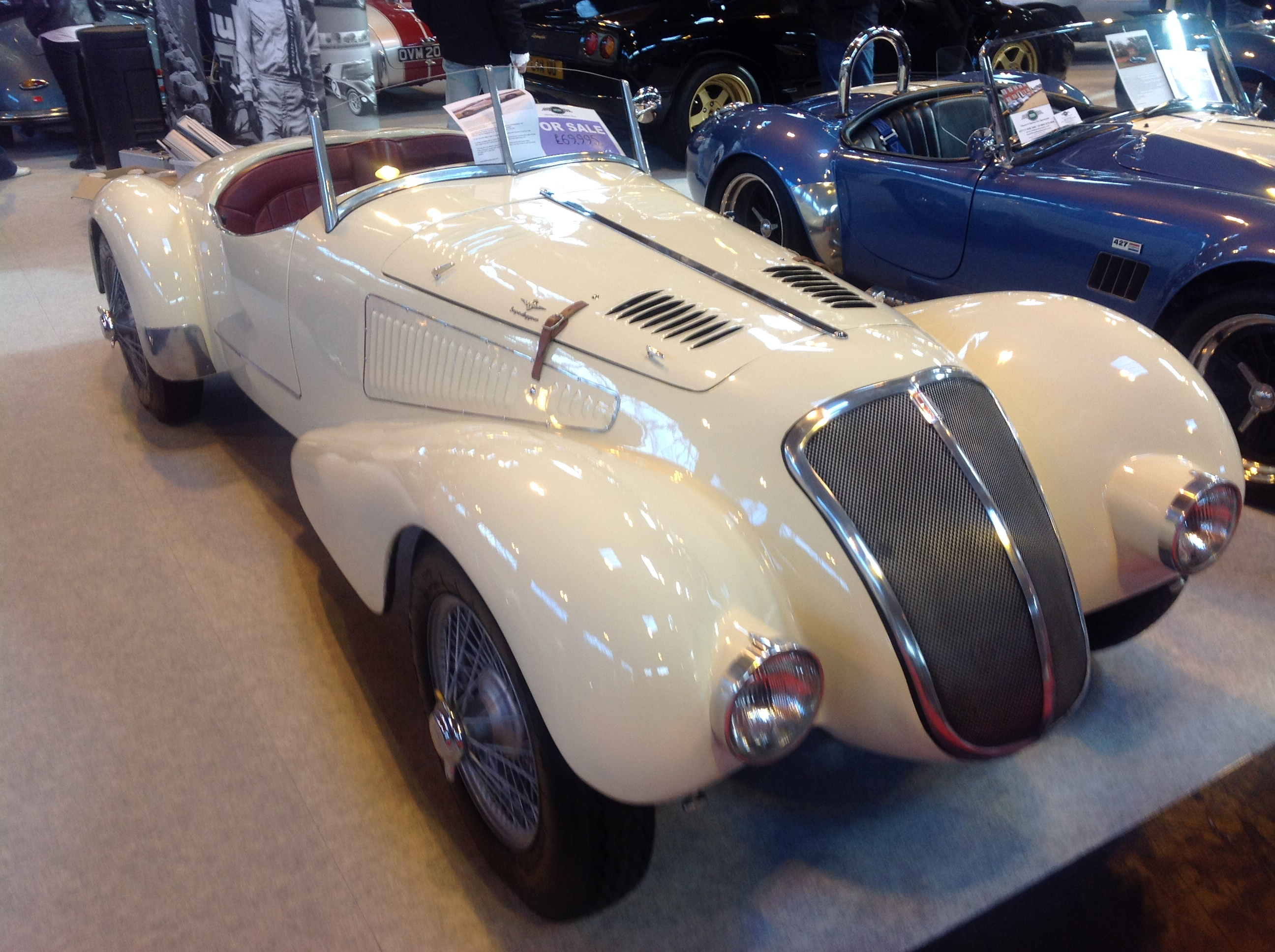
Fiat 6C 1500 Barchetta (1937).

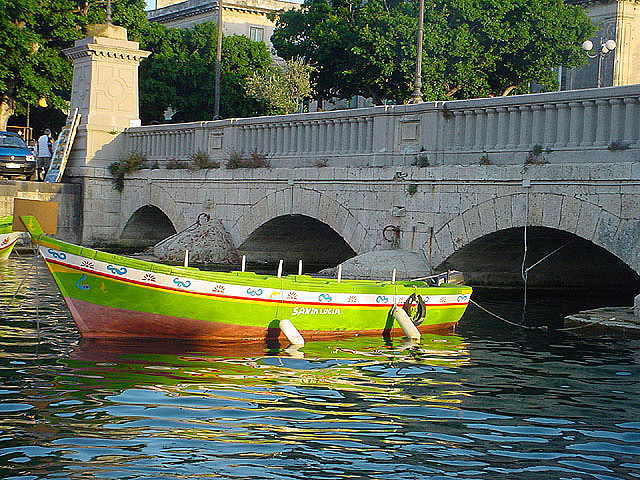
Une petite barque (barquette) près du Ponte Umbertino à Siracuse en Sicile.

Barchetta (en italien : barˈketta) est un mot italien qui signifie littéralement « petit bateau », une petite embarcation de plaisance. Il est également utilisé pour désigner certains vêtements mais surtout pour désigner un type de carrosserie automobile, une catégorie de voitures de sport dérivée d'un spider ou cabriolet à deux places sans capote.

## Étymologie

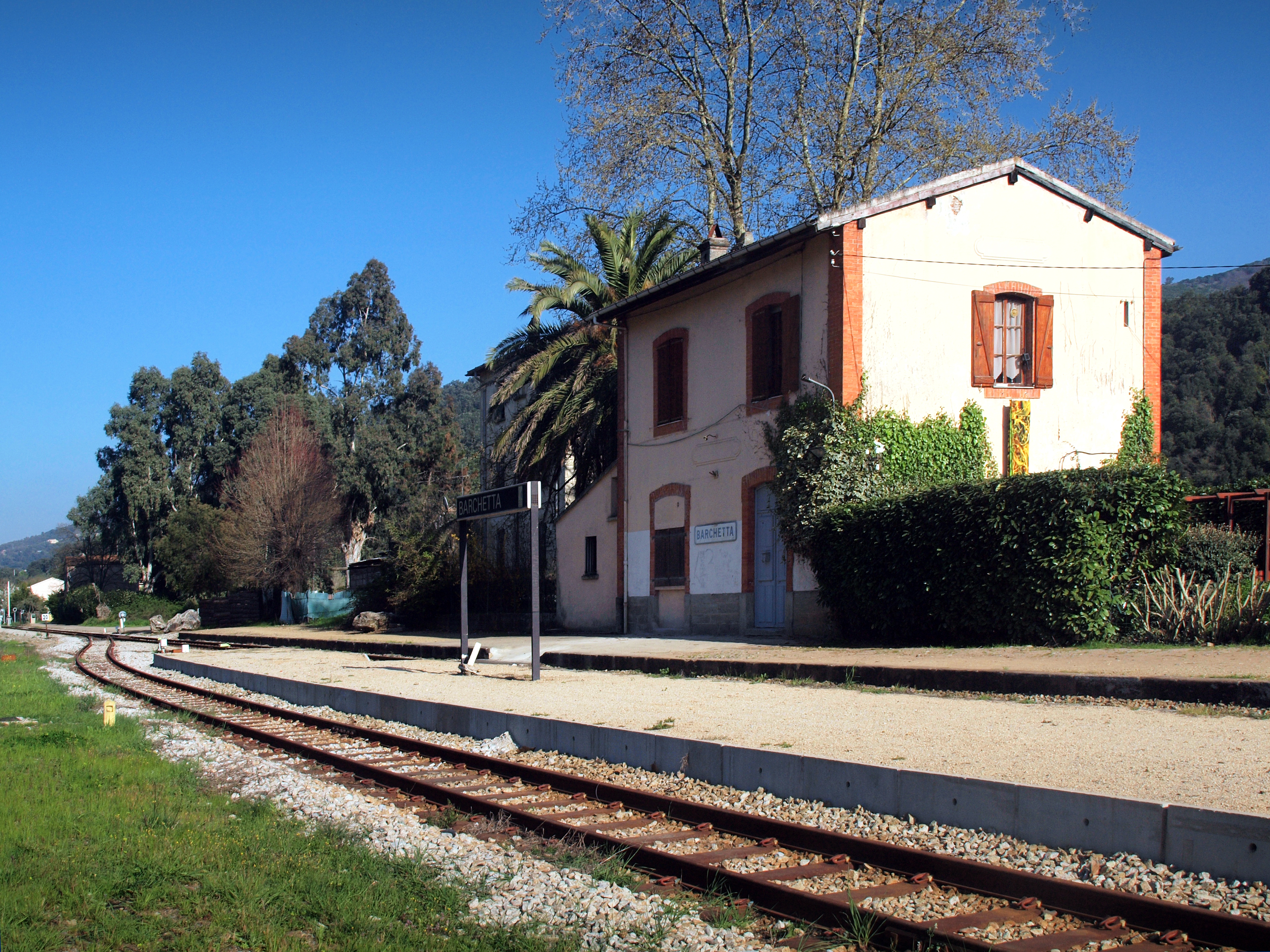
Gare de Barchetta, Volpajola pieve de Costiera en Corse

### Italien
La racine de « barchetta » est « barca » qui, en italien, signifie « bateau ». En italien, « petit bateau » se dit "piccola barca". L'utilisation du suffixe diminutif -etta , la forme féminine de -etto, confère au mot le sens de quelque chose de petit ou de minuscule avec une connotation affective.

### Français
En français le terme « barchetta » a été francisé en barquette. La racine du mot « barque » , qui désigne un bateau à trois mâts ou plus, est associée au suffixe diminutif -ette. Dans l'usage courant, « barquette » en français désigne plus souvent un récipient ou un plateau peu profond. Son utilisation pour décrire une automobile est similaire à celle du terme italien.

## Vêtement
Un « cappello a barchetta » désigne un calot militaire en italien. Il peut également s'agir d'un chapeau triangulaire démodé, similaire à un tricorne avec un bord moins prononcé.
Une « tasca a barchetta » ou « poche barchetta » fait référence à une poche de poitrine sur une veste ou un blazer pour homme, en forme de bateau incurvé.

## Automobile

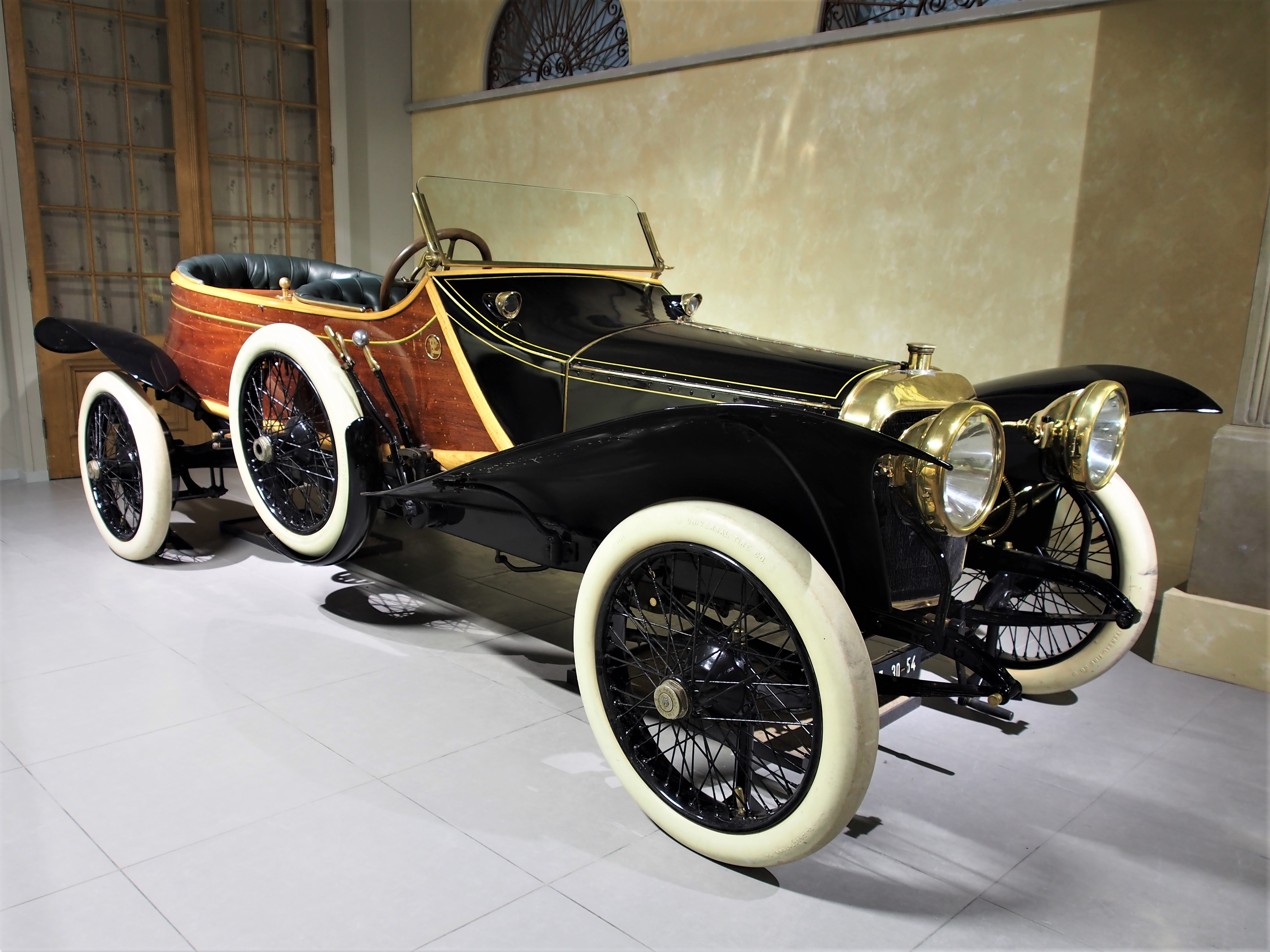
Une Panhard & Levassor X19 Labourdette de 1915 (Musée Louwman La Haye Pays-Bas)

Pour une automobile, le terme « barchetta » désigne une voiture décapotable, sans toit ni capote pliable pour la protéger des intempéries ; l'accent étant mis sur les performances, les garnitures et équipements inutiles sont réduits au strict minimum. La « Barchetta » a une carrosserie enveloppante sur toute la largeur.
D'un point de vue esthétique et fonctionnel, la Barchetta peut être considérée comme la version moderne de la carrosserie de type Torpédo - Skiff, très en vogue dans les années 1920. C'est un type de carrosserie automobile similaire à la configuration spider mais sans toit, avec un très petit pare-brise, faisant surtout fonction de coupe-vent parfois divisé en deux parties, voire complètement absent,.

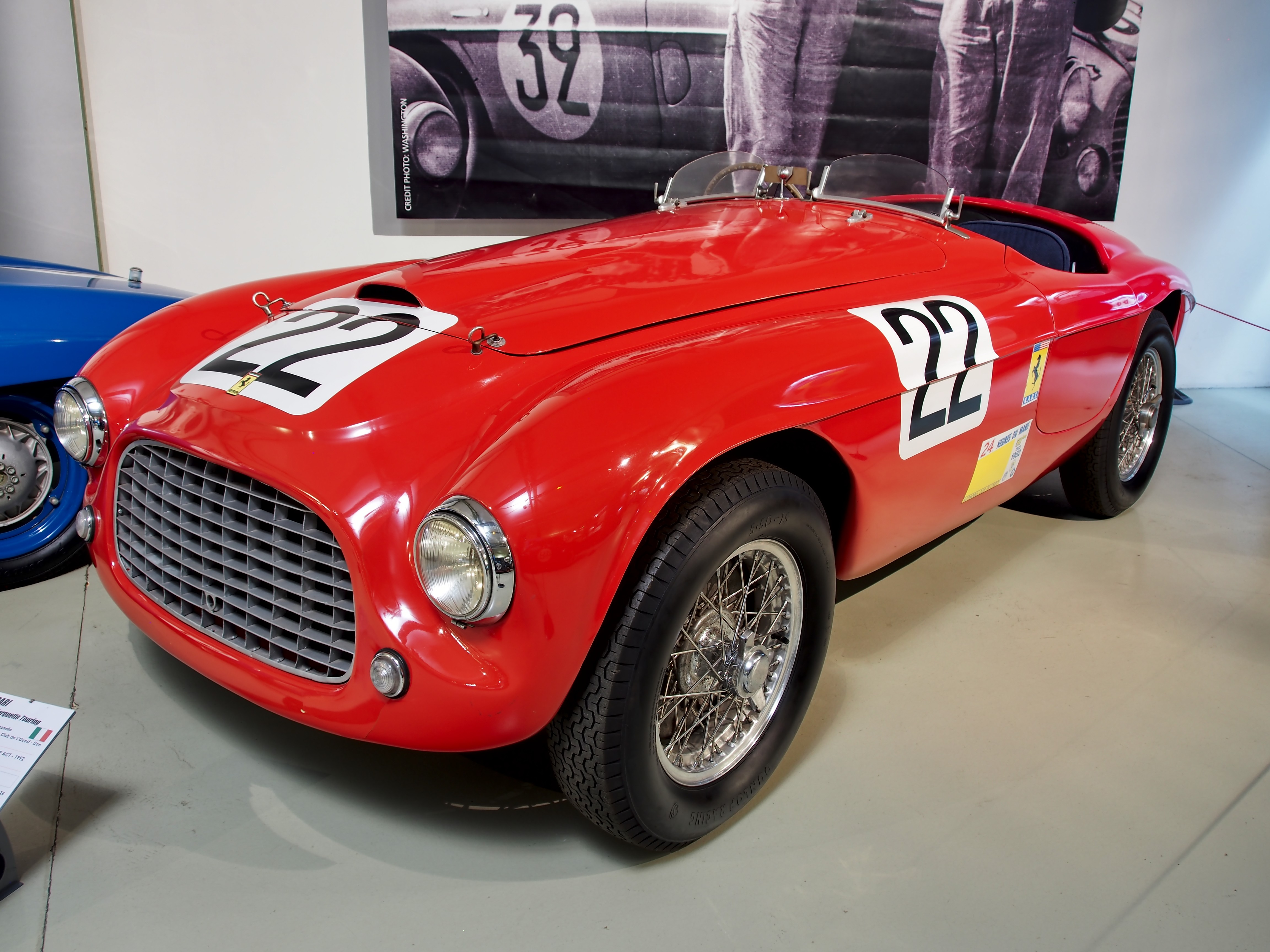
Ferrari 166 MM barchetta (1949) au Musée des 24 Heures du Mans

Le terme « Barchetta » est né d'un commentaire de Gianni Agnelli qui, voyant la Ferrari 166 MM présentée au Salon de l'automobile de Turin en 1948, s'exclama : « Mais ce n'est pas une voiture, c'est une barchetta (petit bateau) ! ». Ce nom fut rapidement repris par le célèbre journaliste sportif de la La Gazzetta dello Sport, Giovanni Canestrini (it), et proposé pour nommer la version MM (Mille Miglia) de la Ferrari 166, construite par la Carrozzeria Touring de Milan. La proposition de Canestrini fut immédiatement approuvée par le Drake de Maranello c'est ainsi que l'on surnommait Enzo Ferrari en Italie, devenant ainsi le nom technique, utilisé par Ferrari pour plusieurs de ses modèles mais également par FIAT, Maserati et d'autres constructeurs automobiles italiens. Barchetta devint ainsi le terme distinctif de ce type de carrosserie totalement ouverte et sportive avec seulement deux sièges. Il faut rappeler que, dans certains cas, comme la Ferrari 550 Maranello Barchetta ou la Fiat Barchetta, il s'agit simplement de noms évocateurs utilisés à des fins purement de marketing, car les modèles susmentionnés sont équipés d'une capote rabattable et de vitres latérales.

### Origines

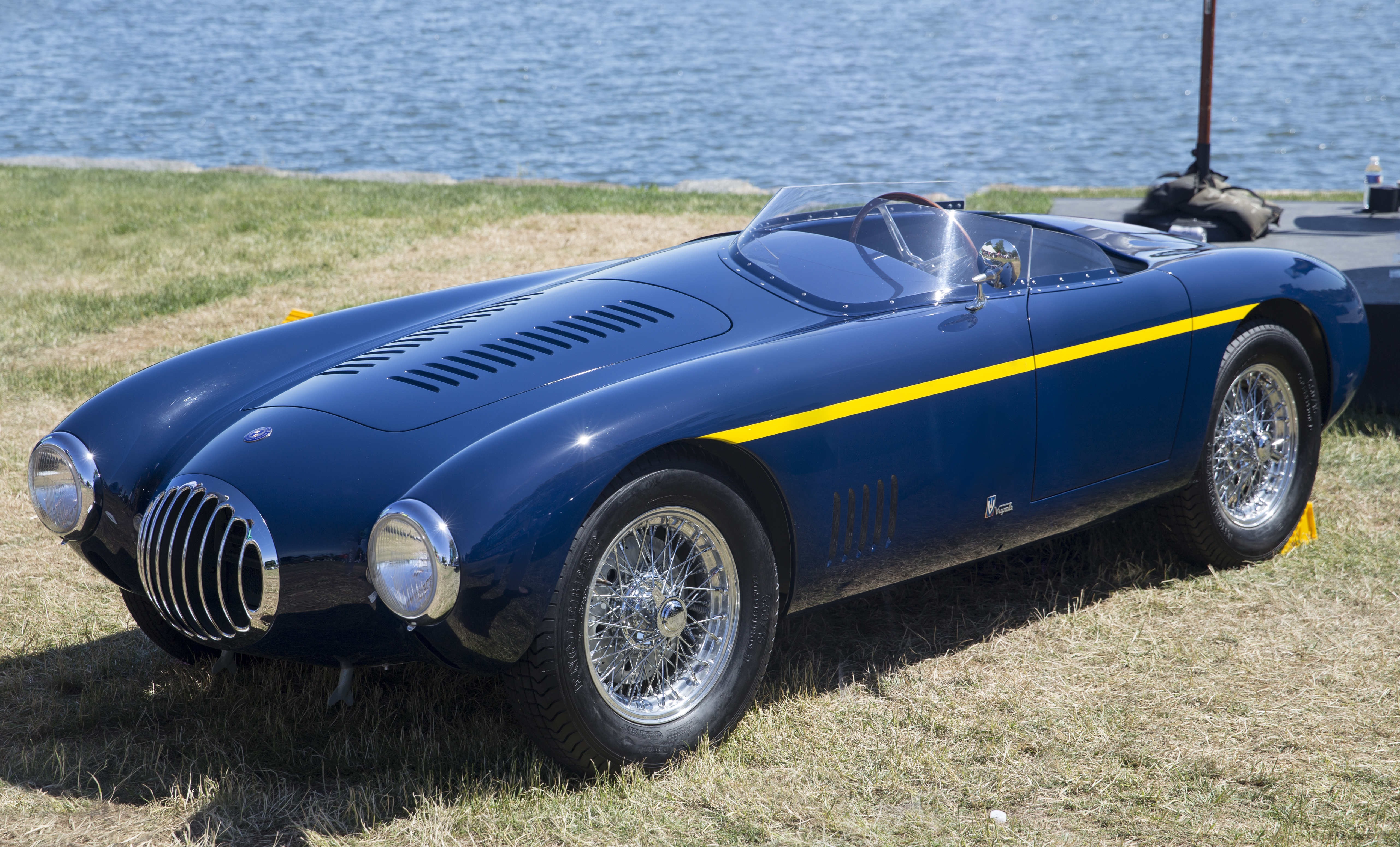
Maserati OSCA MT4 1500 Vignale Spider (1954)

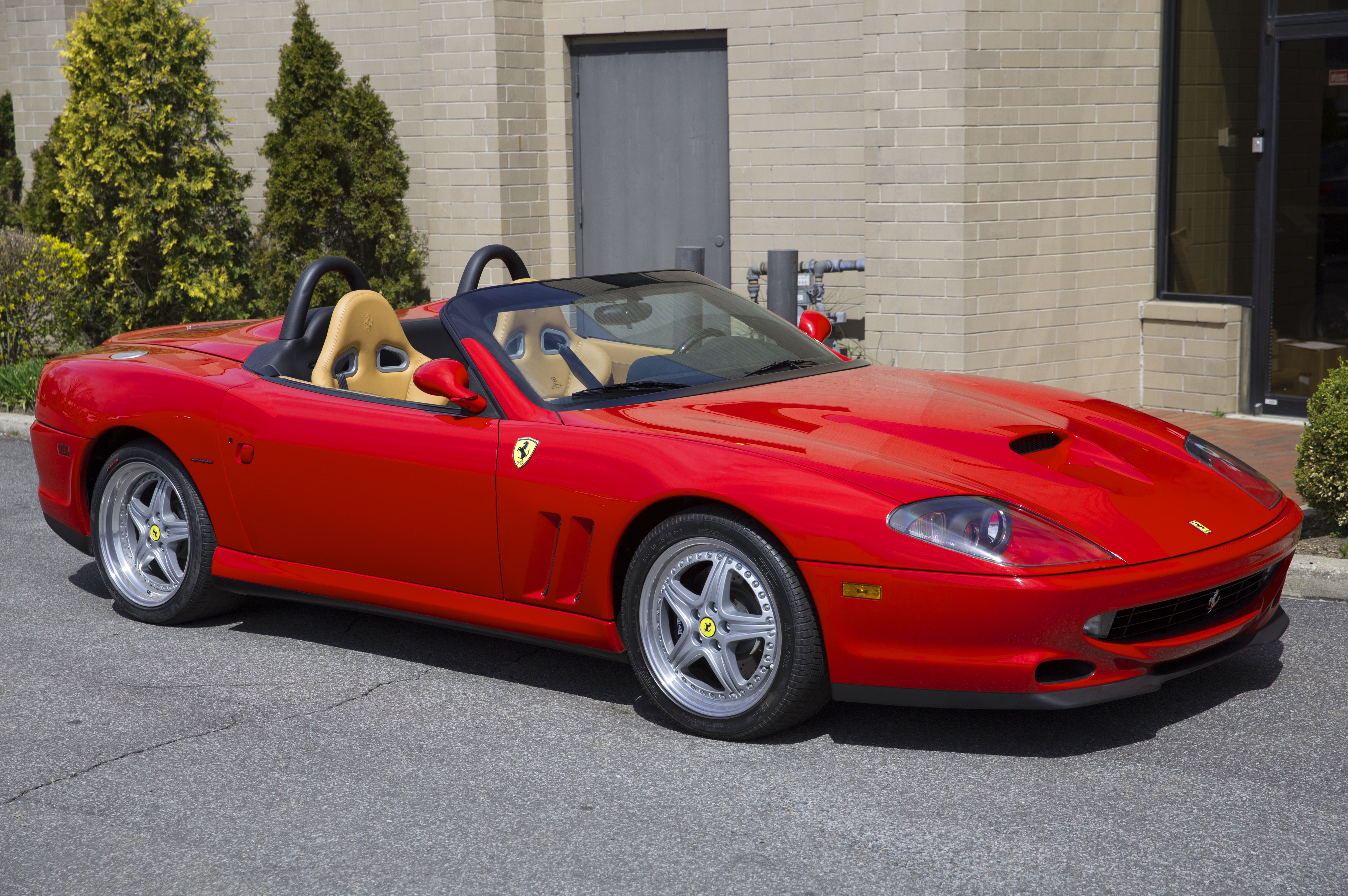
Ferrari 550 Barchetta Pininfarina (2000)

La première voiture à être appelée « barchetta » a été une Ferrari 166 MM présentée au Salon de l'automobile de Turin en 1948,. La voiture a été conçue par Federico Formenti, designer de la Carrozzeria Touring. Présent lorsque la Gianni Agnelli a qualifié la Ferrari 166 MM de barchetta, Giovanni Canestrini, rédacteur en chef du journal sportif italien La Gazzetta dello Sport, a décrit dans son article le style de carrosserie original de la nouvelle voiture Le nom barchetta a été associé au modèle ouvert 166 MM depuis lors et utilisé pour désigner ce type de carrosserie.
Ferrari a construit d'autres modèles également appelés barchetta, notamment des versions de la Ferrari 212 Inter et de la Ferrari 512 MM Vignale.
Tous les constructeurs italiens ont utilisé cette appellation, comme la OSCA MT4 Barchetta (en) des frères Maserati de 1948, la Moretti 750 Barchetta de 1953, ou l'Abarth 1000 SP Barchetta Corsa de 1966. Le qualificatif a aussi été appliqué rétroactivement aux voitures qui avaient été construites avant le lancement de la Ferrari 166MM, comme la Stanguellini Ala d'Oro de 1943.
Les barchetta plus contemporaines incluent la Maserati Barchetta de 1991 orientée piste, la Fiat Barchetta de 1995-2005, la Ferrari 550 Barchetta Pininfarina de 2001 construite pour marquer le 70e anniversaire de Pininfarina, la Lamborghini Murciélago Barchetta Concept de 2003, commercialisée sous la dénomination Roadster, l'Aston Martin DB4 GT Zagato Barchetta récréation de 2001, la Bertone Barchetta Concept de 2007, la Pagani Zonda HP Barchetta de 2018 et la Morgan Midsummer (en) de 2024.